# Audi R8R
O Audi R8R foi um protótipo de Le Mans construído pela Audi, para as 24 Horas de Le Mans 1999. Foi o primeiro veículo LMP produzido pela Audi antecessor ao vitorioso Audi R8, que estreou em 2000. Correu ao lado do protótipo de cockpit fechado Audi R8C. 

## Desenvolvimento
O primeiro protótipo foi apresentado em 1998 , projetado por Tony Southgate  e construído pela Dallara, apresentava um motor Audi 3,6l V8 biturbo. O R8R possuia cerca de 600 HP (450 kW) sendo um motor V8, que lhe permitia atingir 335 km/h (208 mph) nas 24h de Le Mans.   

## História
Após meses de testes, o R8R fez sua estréia nas 12 Horas de Sebring em 1999. Correndo pela equipe Joest Racing da Alemanha, o R8Rs mostraram algumas dificuldades iniciais na qualificação, conseguindo definir apenas os tempos mais rápidos 11º e 12º lugares . No entanto, durante a corrida, os carros mostraram a sua durabilidade por serem capazes de durar mais que a maioria dos concorrentes que tinham melhor se qualificado. O novo carro da BMW,e futuro vitorioso das 24 Horas de Le Mans de 1999, modelo V12 LMR sofreu alguns problemas. Na sequência das doze horas, os R8Rs tiveram sucesso em alcançar  o pódio com 3º lugar, enquanto o outro carro da equipe finalizou em 5º.  Nos testes em Le Mans, em maio, o R8Rs foram capazes de ir contra a maioria dos principais fabricantes, pela primeira vez. A Audi apresentou o seu ritmo, tendo os tempos 8º e 11º melhores tempos durante todo o ensaio, batendo concorrentes como Mercedes-Benz e Nissan.  Embora tenham-se qualificado 9º e 11°, conseguiram sobreviver a falhas em relação a concorrentes como Mercedes-Benz, Toyota, Panoz, Nissan e BMW. No final, o R8Rs conseguiram voltar para casa em um respeitável 3º e 4º lugares gerais, mais uma vez marcando um pódio, tendo somente perdido para resistente BMW V12 LMR e o rapidíssimo Toyota GT-One.
Na sequência das 24 Horas de Le Mans, a Audi teve de decidir qual dos dois protótipos eles continuariam a trabalhar em 2000. O Audi R8C, que não conseguiu terminar as 24h de Le Mans e mostrou falta de ritmo em comparação com o R8R e foi retirado da campanha de competições. O R8R tornou-se plataforma para evolução de um novo carro, o Audi R8.